# Papilio epycides
Espèce
Papilio epycides ou Petit mime est une espèce de lépidoptères (papillons) de la famille des Papilionidae. L'espèce est présente dans l'Himalaya, du nord-est de l'Inde à la Chine, dans la péninsule indochinoise et à Taïwan.

## Description

### Imago
Papilio epycides est une espèce assez petite pour un Papilio. À l'avers les ailes sont blanches avec des marges marron foncé et des traits de même couleur sur les veines. Les ailes postérieures sont arrondies, sans queues. Elles portent une macule orange dans l'angle tornal.
Au revers les ailes sont assez similaires, mais la partie marron est plus claire et plus étendue. Chez la sous-espèce melanoleucus la partie marron est plus étendue.
Le corps est noir et couvert de macules blanches.
L'espèce imite Parantica aglea (mimétisme batésien) particulièrement en vol.

### Juvéniles
Les jeunes chenilles sont orangées et luisantes, avec une tête noire. Les chenilles plus âgées sont verdâtres ou brunâtres et lisses, avec une tête noire. Le corps porte plusieurs lignes longitudinales plus claires et des séries de macules plus claires, cernées de noir.
La chrysalide est attachée à son support par son cremaster et par une ceinture de soie. Elle est marron et verte et imite une branche cassée.

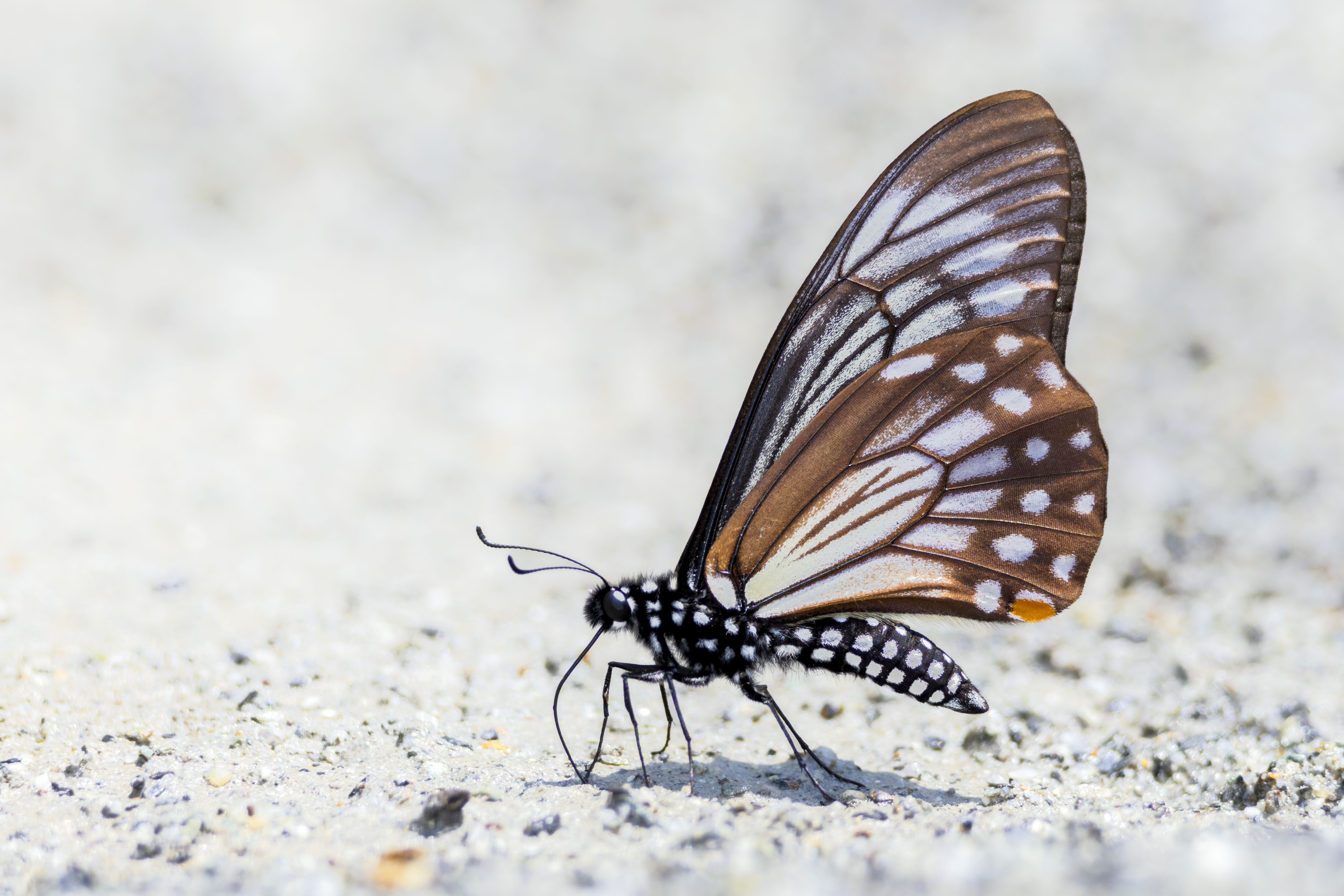
Papilio epycides, ailes repliées
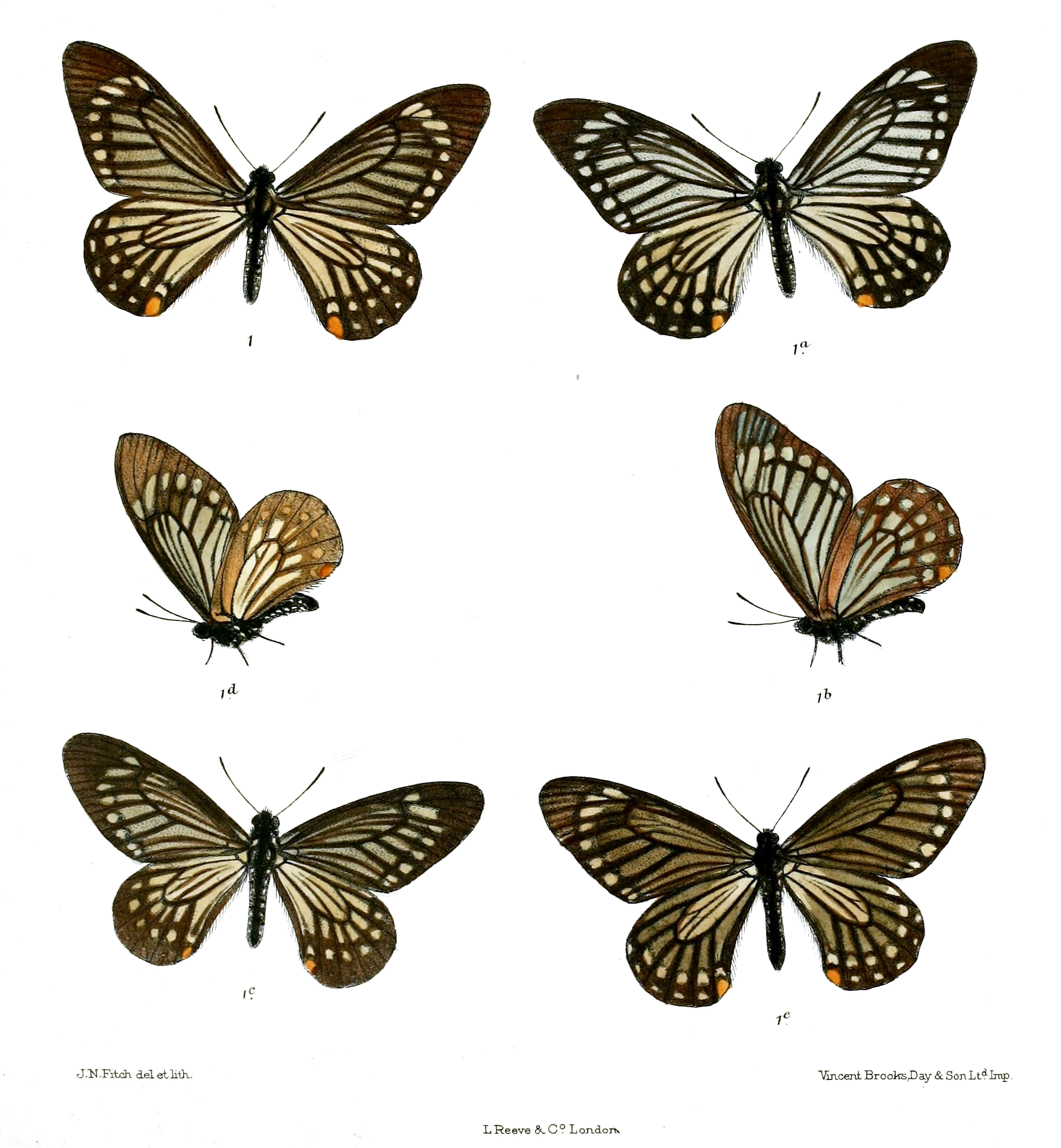
Papilio epycides (illustrations)
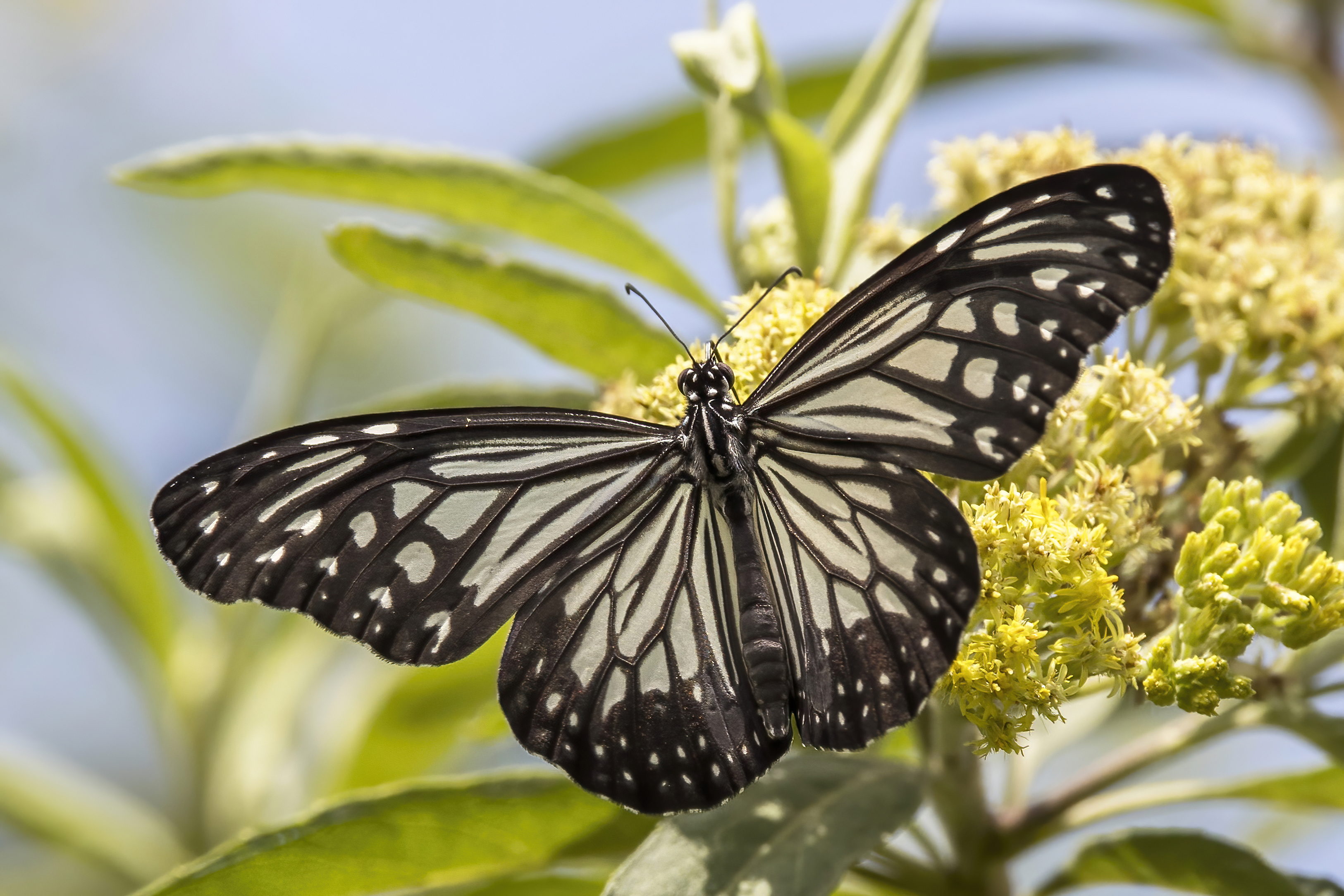
Parantica aglea

## Écologie
La femelle pond ses œufs sur les jeunes feuilles de la plante-hôte. Cette espèce utilise comme plante-hôte des plantes de la famille des Lauracées : Cinnamomum camphora, Cinnamomum micranthum, Litsea cubeba, Persea thunbergii et Lindera megaphylla.
Les chenilles passent par cinq stades avant de se transformer en chrysalide. Elles consomment leur coquille après l'éclosion puis se nourrissent des feuilles et des pétioles de la plante-hôte. 
Comme toutes les espèces de Papilionides les chenilles possèdent derrière la tête un osmeterium, organe fourchu qu'elles déploient pour faire fuir les prédateurs.
La chrysalide est maintenue tête en haut par une ceinture de soie, comme chez les espèces proches, et imite une branche cassé afin d'échapper aux prédateurs. 
The butterfly is not uncommon in montane forests at low to high elevations (Alt. 350 - 1700m) with a single generation in a year. Males frequently come to the banks of streams and puddles to suck water. In flight it mimics Parantica aglea (Danainae) very well and it is very difficult to distinguish them.

Il y a une seule génération par an, de janvier à mars. Les mâles sont souvent observés en train de faire du mud-puddling sur des sols humides.

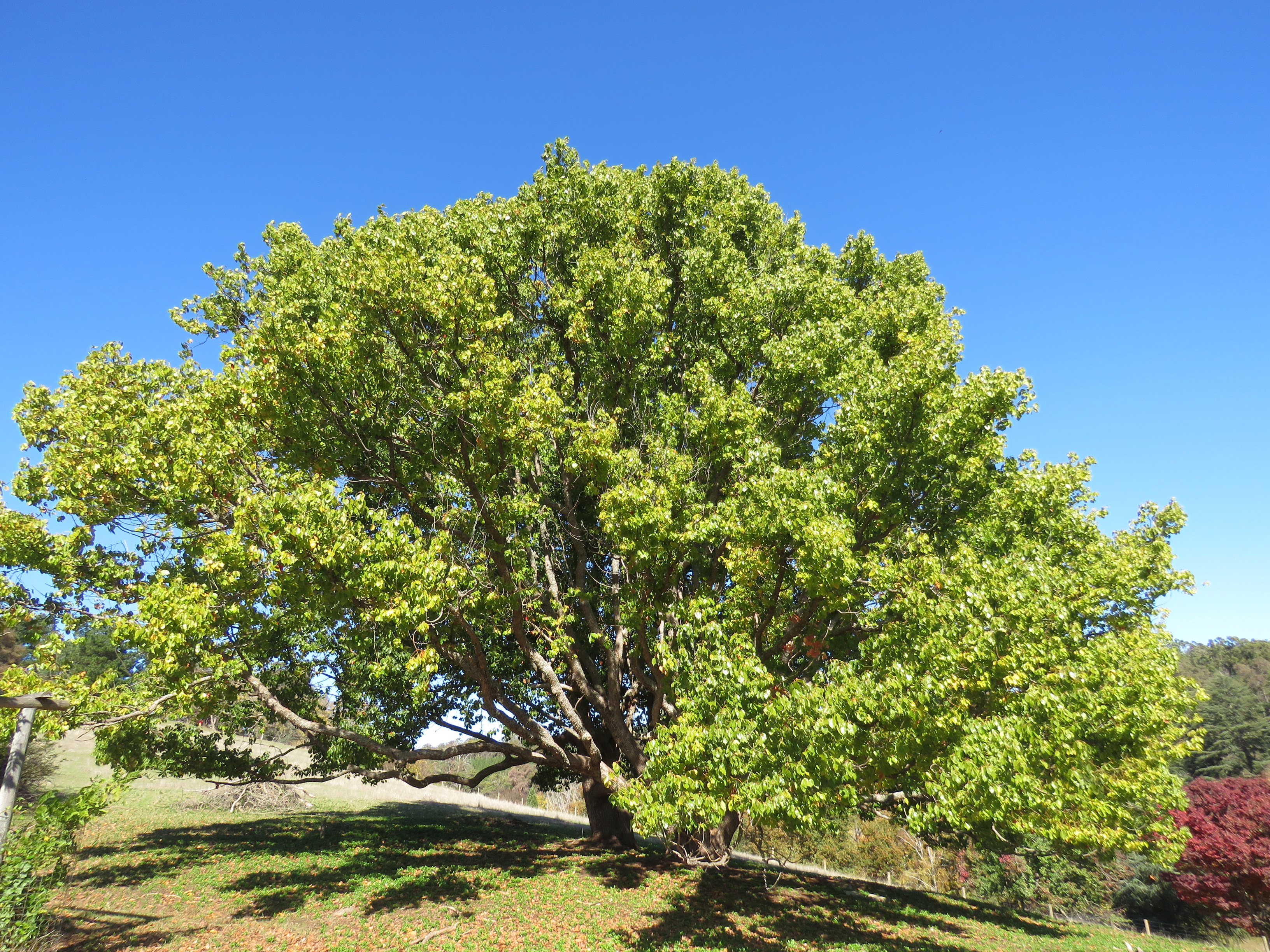
Cinnamomum camphora (camphrier), plante-hôte
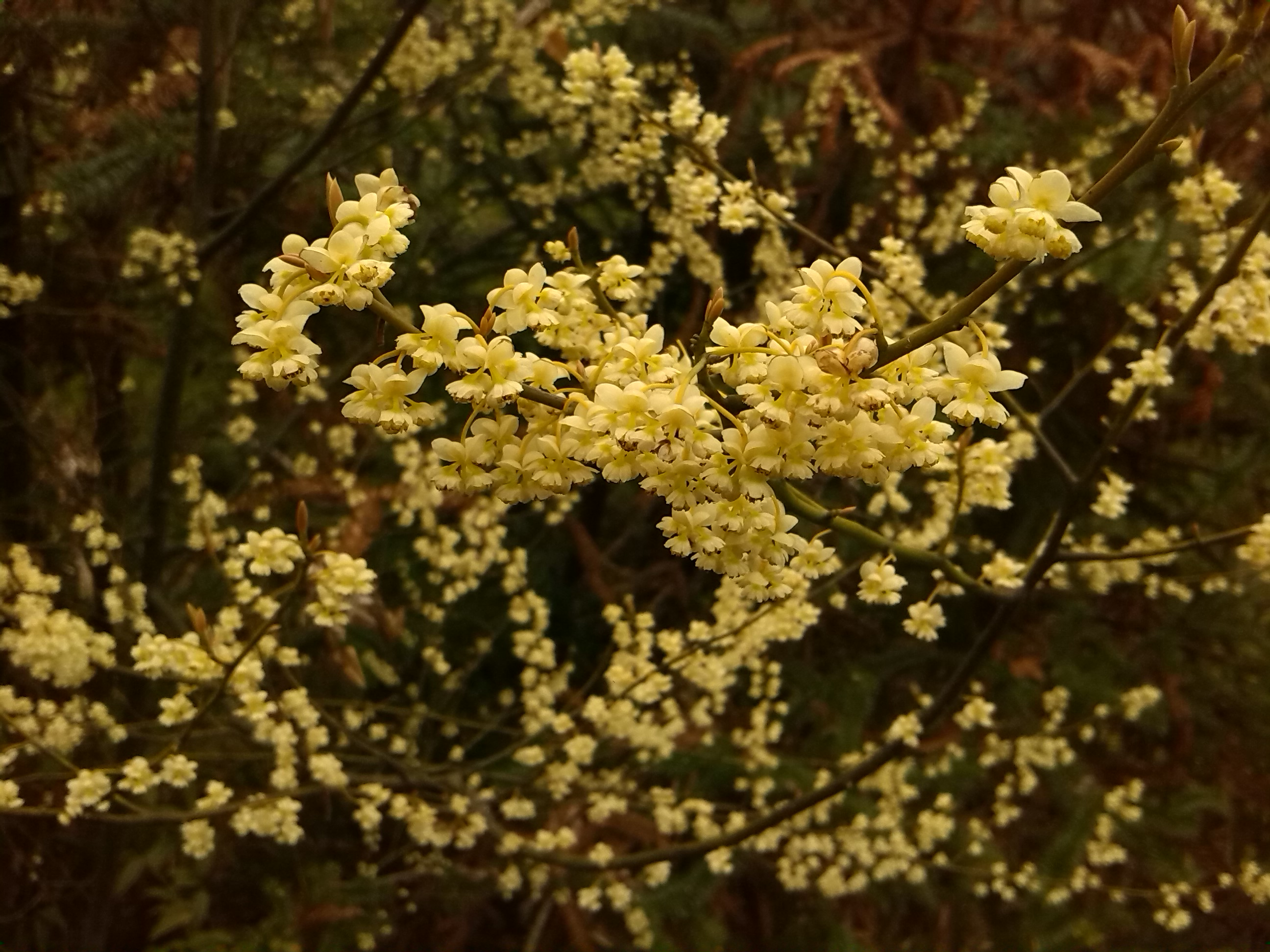
Litsea cubeba (autre plante-hôte)
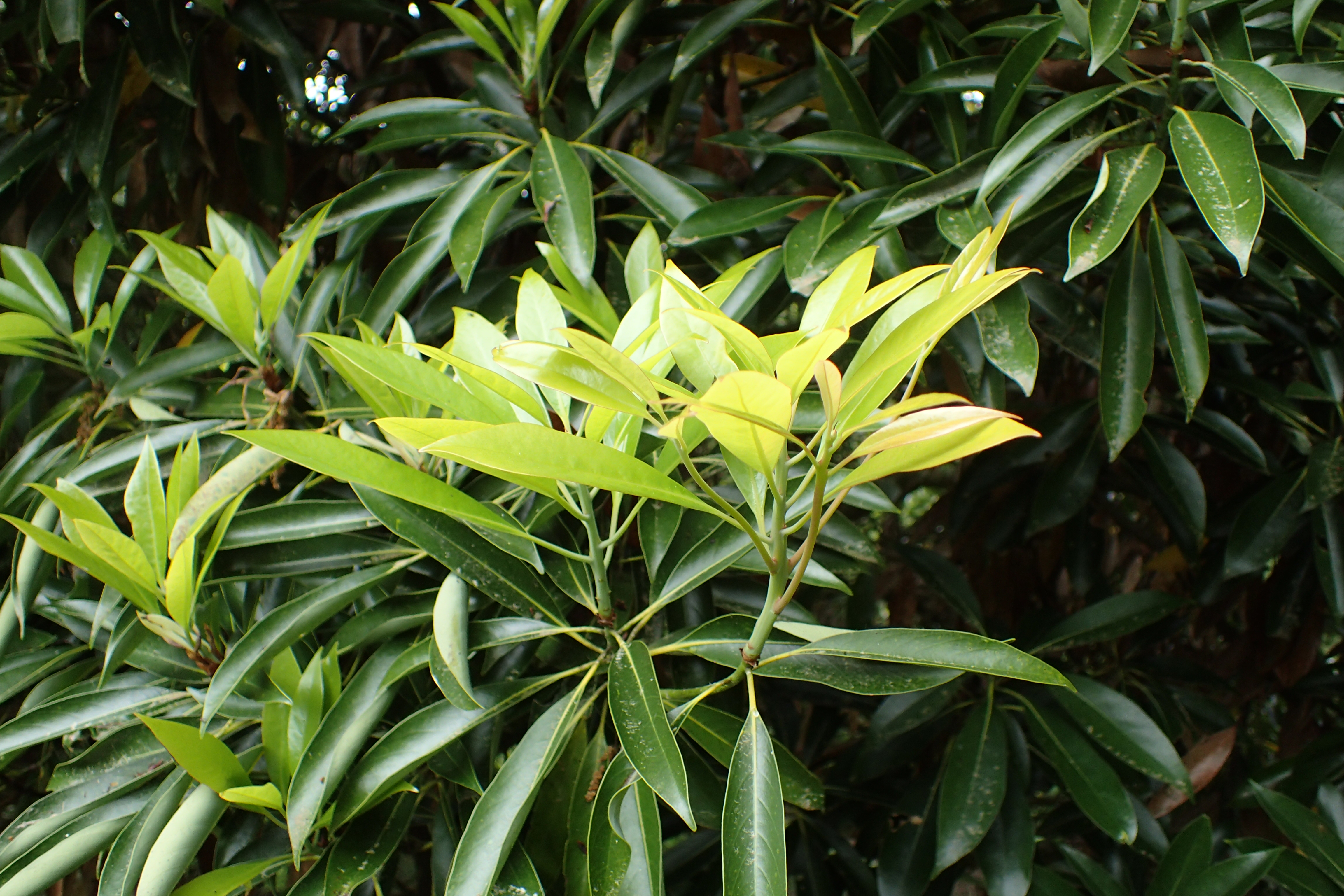
Persea thunbergii, autre plante-hôte

## Habitat et répartition
Papilio epycides est présent dans le nord de l'Inde (Assam, Sikkim et Manipur), au Bhoutan, en Birmanie, en Thaïlande, dans le sud de la Chine, à Taïwan, au Vietnam (?), au Laos (?) et dans la Péninsule Malaise. L'espèce vit dans les forêts montagneuses de l'écozone indomalaise, entre 350 et 1700m d'altitude.

## Systématique
Papilio epycides a été décrit pour la première fois par William Chapman Hewitson en 1862 dans Illustrations of new species of exotic butterflies. L'espèce est parfois placée dans le genre Chilasa, sous le nom Chilasa epycides.

### Sous-espèces[3]
- Papilio epycides epycides : Chine (ouest), Birmanie (nord), du Népal à l'Inde (Sikkim, Assam)
- Papilio epycides curiatius Fruhstorfer, 1902 : Birmanie (nord)
- Papilio epycides horatius Blanchard, 1871 : Sichuan (ouest)
- Papilio epycides hypochra Jordan, 1909 : Birmanie (sud), Vietnam (nord),Yunnan (sud)
- Papilio epycides melanoleucus Ney, 1911 : Taïwan
- Papilio epycides yamabuki Yoshino, 2008 : Yunnan (nord).

## Papilio epycideset l'Homme

### Nom vernaculaire
Papilio epycides est appelé "Lesser Mime" en anglais.

### Menaces et conservation
L'espèce n'est pas évaluée par l'UICN. En 1985 Papilio epycides n'était pas considéré comme menacé, l'espèce est néanmoins protégée par la loi indienne (Schedule II).